# Literatur zur Geschichte Bremens
Das Literaturverzeichnis zur Geschichte Bremens enthält eine differenzierende Auswahl der Literatur zu den Städten Bremen und Bremerhaven, zur Freien Hansestadt Bremen als Bundesland und zur Bremer Geschichte. Die Literatur zu einzelnen Stadtteilen, Ortsteilen, Straßen, Plätzen, Gebäuden, Personen, Organisationen und Ereignissen finden sich in den jeweiligen geografischen oder fachlichen Artikeln. Die Chroniken sind chronologisch nach letztem Eintrag geordnet, die übrigen Literaturlisten alphabetisch nach Autoren (erster Autorenname). Mehrfachnennungen können sinnvoll sein. 
Historische Karten und Abbildungen siehe Bremer Stadtpläne, Landkarten und Stadtansichten.
Künstlerische Literatur mit Bezug zu Bremen zeigt das Verzeichnis Bremen in der Literatur.

## Gesammelte Einzeldokumente
- Bremisches Urkundenbuch, im Auftrag des Senats der Freien Hansestadt Bremen herausgegeben von Diedrich Rudolf Ehmck und Wilhelm von Bippen 1873, verfügbar
  - im Lesesaal des Staatsarchivs Bremen
  - in der digitalen Sammlung der Staats- und Universitätsbibliothek Bremen
- Bremisches Jahrbuch ab 1864, Selbstverlag des Staatsarchiv Bremens
- Gesetzblatt Bremen Gesetzblatt
- Dehio: Niedersachsen/Bremen, München 1992

## Chroniken
- Adam von Bremen: Magistri Adam Bremensis Gesta Hammaburgensis ecclesiae pontificum. Nachdruck von 1917, online in den Monumenta Germaniae Historica
- Historia archiepiscoporum Bremensium (lateinisch: Geschichte der Erzbischöfe von Bremen), Zeitraum von 800 bis 1414, erstellt und erweitert von 1250 bis 1414.
- Ghert/Gerhard Rynesberch, Herbord Schene, Johann Hemeling u. a.: Bremer Chronik
dargestellt Willehad bis 1430, erstellt wohl 1400 bis 1446
Drucke:
  - Johann Martin Lappenberg: Geschichtsquellen des Erzstiftes und der Stadt Bremen. 1841 (Erstdruck der Chronik), verfügbar im Lesesaal des Staatsarchivs Bremen
  - Schünemann, Bremen 1968, ISBN 3-920699-22-X.
- Rath der Stadt Bremen: Ratsdenkelbuch. Ratschronik 1395 bis 1600. Staatsarchiv Bremen, Bremen.
- Johann Renner (1525–1583): Chronica der Stadt Bremen (= Renner-Chronik.) Bremer Staatsarchiv.
  - 1580–1581, als Abschrift durch Lieselotte Klink Archiv Nr. Aa-157a (für beide Bände, im Lesesaal).
  - Reimchronik. von Renner selbst 1583 aus der Prosachronik erstellt, 1624 ins Hochdeutsche übersetzt.
- Wilhelm Dilich (1571–1650), Text von Heinrich Krefting (1562–1611): Urbis Bremae et praefecturarum, quas habet, Typus et Chronicon (= Dilich-Chronik.) In mehreren Auflagen 1603 bis 1605 oder 1607, online verfügbar: Ausgabe von 1604 bei der Staats- und Universitätsbibliothek Bremen.
- Peter Koster: Chronik der Kaiserlichen Freien Reichs- und Hansestadt Bremen 1600–1700.
  - Original: im Magazin des Bremer Staatsarchivs.
  - Abschrift: Edition Temmen, Bremen, 2004, ISBN 3-86108-687-5 (verfügbar im Lesesaal des Staatsarchivs Bremen), einzelne Seiten zusätzlich als Faksimile, die zahlreichen Illustrationen des Originals jedoch nur unvollständig.
- Hinrich Mahlstede, Aufzeichnungen für 1647–1699 (Kladde als Akte 7) in Rollen und Gerechtsame des Krameramtes (Staatsarchiv Bremen, Nr. 2-ad S.8.u.1.a.), nach Statuten und Namensliste ein Chronik-Teil mit Angaben zu Ernten, Wetter u. a.
- Hermann und Liborius Dietrich von Post: als Abschrift (19. Jh.) Archiv Nr. 2 – P.1. – 252 u. 253.
  - Hermann von Post (1693–1762) 449 – 1753, Band 1–7, als Urschrift Archiv Nr. 2-P.1-244 – 2-P.1-250.
  - Liborius Dietrich von Post (1737–1822) Band 8 (Register zu Chroniken von Renner und H. v. Post),  Archiv Nr. 2 – P.1. – 251.
- Christian Nicolaus Roller: Versuch einer Geschichte der Kayserlichen und Reichsfreyen Stadt Bremen. Aus ächten Quellen geschöpft und mit einem alphabetischen Personen- und Sachregister versehen. 4 Bände, Bremen 1799–1804; online bei der Staats- und Universitätsbibliothek Bremen (jeweils beginnend mit dem Eingangsdeckel): Theil 1 (darin auf S. 12–259 Beschreibung der Stadt und ihrer öffentlichen Gebäude), Theil 2, Theil 3, Theil 4.
- Carsten Miesegaes (1767–1846): Chronik der freyen Hansestadt Bremen. Selbstverlag, Bremen 1833, verfügbar im Staatsarchiv Bremen.

## Reihen
- Staatsarchiv Bremen und Historische Gesellschaft Bremen: Bremisches Jahrbuch. Band 1 von 1863 bis heute. Die Jahrbücher wurden 2010/11 digitalisiert:
  - Digitale Sammlung der Bremischen Jahrbücher von Band 1 (1863) bis Band 97 (2018) bei der Staats- und Universitätsbibliothek Bremen siehe hier.
- Landesarchäologie Bremen: Bremer Archäologische Blätter. 1960–2011, Publikationsliste.
Sonderhefte, u. a. zu Ausstellungen im Focke-Museum, sind auch in der folgenden Liste einzeln aufgeführt.

## Einzelwerke
- Horst Adamietz: Die Fünfziger Jahre – Bremer Parlamentarier 1951–1959. Hauschild-Verlag, Bremen 1978, ISBN 3-920699-22-X.
- Hartwig Ammann: Die Pastoren der Bremischen Evangelischen Kirche seit der Reformation. Bremen 1996.
- Architektenkammer Bremen: Architektur in Bremen und Bremerhaven. Worpsweder Verlag, Bremen 1988, ISBN 3-922516-56-4.
- Architecten- und Ingenieursverein: Bremen und seine Bauten. Bremen 1900.
- Klaus Auf dem Garten, Peter Kuckuk: Bürgerliche Jugendbewegung in Bremen. Vom Wandervogel zur Bündischen Nachkriegsjugend (1907 bis 1960). In: Beiträge zur Sozialgeschichte Bremens. Heft 25/26. Edition Temmen, Bremen 2009, ISBN 978-3-86108-973-5.
- Karl Marten Barfuß, Hartmut Müller, Daniel Tilgner (Hrsg.): Geschichte der Freien Hansestadt Bremen von 1945 bis 2005.
  - Band 1: 1945–1969. Edition Temmen, Bremen 2008, ISBN 978-3-86108-575-1.
  - Band 2: 1970–1989. Edition Temmen, Bremen 2010, ISBN 978-3-8378-1020-2.
  - bearbeitet von Horst Lange: Band 4: Statistik. Edition Temmen, Bremen 2009, ISBN 978-3-86108-594-2.
- Robert Bargmann: 200 Jahre Bremer Mühlen. Bremen 1937.
- Peter Benje: Frühe Sägemaschinen, Möbelfabriken und Dampftischlereien. In: Gewerbefleiß, Handwerk, Bremen 1997.
- Anja Benscheidt, Alfred Kube: Bremerhaven und Umgebung: 1827–1927. Nordwestdeutsche Verlagsgesellschaft, Bremerhaven 1993, ISBN 3-927857-47-5.
- Hartmut Bickelmann (Hrsg.): Bremerhavener Persönlichkeiten aus vier Jahrhunderten, ein biografisches Lexikon. Stadtarchiv Bremerhaven, Bremerhaven 2002.
- Dieter Bischop, Nicola Borger-Keweloh, Dieter Riemer (Hrsg.): Burg und Kirche in Wulsdorf. Männer vom Morgenstern, Bremerhaven 2014, ISBN 978-3-931771-00-3.
- Viktor Böhmert: Urkundliche Geschichte der Bremischen Schusterzunft mit Seitenblicken auf die Geschichte des Bremischen Zunftwesens überhaupt. (Leipzig 1862), Bremer Staatsarchiv Nr. 242 Ad
- Michael Brauer, Andreas Decker, Christian Schulze: 75 Jahre für und gegen die Bremer Räterepublik. Hauschild, Bremen 1994, ISBN 3-929902-15-X.
- Harald Braun (Hrsg.): Illustrierte Geschichte von Turnen und Sport im Land Bremen. Bremen 1999.
- Karolin Bubke: Die Bremer Stadtmauer. Schriftliche Überlieferung und archäologische Befunde eines mittelalterlichen Befestigungsbauwerks. Staatsarchiv Bremen, Bremen 2007, ISBN 978-3-925729-48-5.
- Franz Buchenau: Die Freie Hansestadt Bremen und ihr Gebiet. Bremen 1900.
- Franz Buchenau: Die Freie Hansestadt Bremen. Eine Heimatkunde. Geist-Verlag, Bremen 1934.
- Franz Buchenau: Die Entwickelung der Stadt Bremen bis zum Abschluss der Altstadt im Jahre 1305. In: Bremisches Jahrbuch. Bremen 1896.
- Jörn Christiansen (Hrsg.): Kunst und Bürgerglanz in Bremen. Hauschild, Bremen 2000, ISBN 3-89757-063-7.
- Hannelore Cyrus (Hrsg.): Bremer Frauen von A bis Z. Kurzbiographien. Verlag in der Sonnenstraße, Bremen 1991, ISBN 3-926768-02-9.
- Eckhard Danneberg, Heinz-Joachim Schulze (Hrsg.): Geschichte des Landes zwischen Elbe und Weser. Band I bis ?. Stade 1995, ISBN 3-9801919-8-2.
- Ferdinand Donandt: Versuch einer Geschichte des Bremischen Stadtrechts. Verfassungsgeschichte und Rechtsgeschichte. Band 1 und 2. Bremen 1830.
- Konrad Elmshäuser
  - Geschichte Bremens (= Beck’sche Reihe 2605, C. H. Beck Wissen). C. H. Beck, München 2007, ISBN 978-3-406-55533-6.
  - und Adolf E. Hofmeister (Hrsg.): 700 Jahre Bremer Recht. Band 66. Staatsarchiv Bremen, Bremen 2003, ISBN 3-925729-34-8.
  - und G. Hempel (Hrsg.): Das Rathaus und seine Nachbarn. Band II (Aus Bremens reicher Geschichte: Kirchen, Museen und Gerichte), Bremen 2006, H. M. Hauschild, ISBN 3-89757-353-9.
- Johann Focke: Bremische Werkmeister aus älterer Zeit, Nachschlagebuch. Bremen 1890.
- August Freudenthal, Julius Graefe (Hrsg.): Bremer Dichter des neunzehnten Jahrhunderts. Bremen 1875.
- Hans Jürgen Früchtenicht: Die Geschichte des Bremer Gesundheitswesens. Bremen 2000.
- Harry Gabcke
  - u. a: Bremerhaven in zwei Jahrhunderten. In: I. Band: 1827–1918, II. Band: 1919–1947, III. Band: 1948–1991. Nwd-Verlag, Bremerhaven 1992.
  - u. Renate Gabcke u. Herbert Körtge: Bremerhaven: früher – gestern – heute. Nordwestdeutsche Verlagsgesellschaft, Bremerhaven 1998, ISBN 3-927857-98-X.
- Rolf Gramatzki: Bremer Kanzeln aus Renaissance und Barock. Bremen 2001.
- Elke Grapenthin: Künstler und Künstlerinnen in Bremerhaven und Umgebung. Bremen 1991.
- Carl Haase: Untersuchungen zur Geschichte des Bremer Stadtrechts im Mittelalter (= Staatsarchiv Bremen. Heft 21). Schünemann, Bremen 1953.
- Hanswilhelm Haefs: Siedlungsnamen und Ortsgeschichten aus Bremen. Anmerkungen zur Geschichte von Hafenstadt und Bundesland Bremen sowie des Erzbistums einschließlich Holler-Kolonieen. Norderstedt 2006, ISBN 3-8334-2313-7.
- Christian Abraham Heineken: Geschichte der Freien Hansestadt Bremen von der Mitte des 18. Jahrhunderts bis zur Franzosenzeit. bearbeitet von Wilhelm Lührs, Der Club zu Bremen (Selbstverlag, Herstellung: H. M. Hauschild GmbH) 1983.
- H. Heye: Bibliographie der Bremer Zeitungen 1844–1965. Bremen 1967.
- Dieter Hezel: Stadtgeschichte – Bremen. IRB-Verlag, Stuttgart 1993, ISBN 3-8167-1757-8.
- Thomas Hill: Die Stadt und ihr Markt. In: VSWG – Vierteljahrschrift für Sozial- und Wirtschaftsgeschichte / Beihefte Nr. 172. Franz Steiner, Bremen 2004, ISBN 3-515-08068-6.
- Historische Gesellschaft Bremen (Hrsg.)
  - Bremische Biographie des 19. Jahrhunderts. Winter, Reprint: Schünemann Verlag, Bremen 1976 (Erstausgabe:  1912).
  - Bremische Biographie 1912–1962. Hauschild, Bremen 1969.
- Erich Keyser (Hrsg.)
  - Niedersächsisches Städtebuch. Niedersachsen und Bremen. Kohlhammer, Stuttgart 1952.
  - Deutsches Städtebuch. Handbuch städtischer Geschichte. In: Nordwestdeutschland. Band III, 1. Teilband Niedersachsen/Bremen. Arbeitsgemeinschaft der historischen Kommissionen, Stuttgart 1952.
- Werner Kloos
  - u. Reinhold Thiel: Bremer Lexikon. Ein Schlüssel zu Bremen. 3., überarbeitete Auflage. Hauenschild, Bremen 1997, ISBN 3-931785-47-5 (Erstausgabe:  1977).
  - Das alte Bremen. Schünemann, Bremen 1978, ISBN 3-7961-1699-X., auch im Staatsarchiv Bremen (auf Bestellung)
- Arnold Kludas: Die Seeschiffe des Norddeutschen Lloyds 1857–1970. Koehlers Verlagsgesellschaft, Herford 1998.
- H. Kosack: Schulhäuser in Bremen seit dem Beginn des 19. Jahrhunderts. Bremen 1966.
- Peter Kuckuck,
  - unter Mitarbeit von Ulrich Schröder: Bremen in der Deutschen Revolution 1918 / 1919, Revolution, Räterepublik, Restauration. 2., überarbeitete und erweiterte Auflage, Edition Falkenberg, Bremen 2017, ISBN 978-3-95494-115-5.
  - Kein roter Stern über Bremen. Ursachen, Entwicklung und Folgen einer Revolution. In: Karin Kuckuk (Hrsg.): Im Schatten der Revolution. Lotte Kornfeld – Biografie einer Vergessenen (1896–1974). Donat, Bremen 2009, ISBN 978-3-938275-48-1.
- Fritz Lohmann: Das Bremer Wappen. Vom Himmelsschlüssel zum Stadtsignet. Edition Temmen, Bremen 2010, ISBN 978-3-8378-1008-0.
- Wilhelm Lührs: Der Domshof – Geschichte eines bremischen Platzes. Hauschild Verlag, Bremen 1987, ISBN 978-3-920699-87-5.
- Wilhelm Lührs: Die Freie Hansestadt Bremen und England in der Zeit des Deutschen Bundes (1815–1867). Bremen 1958.
- Wilhelm Lührs mit Peters und Schwebel: Bremische Biographie 1912–1962. Hauschild-Verlag, Bremen 1969.
- Inge Marßolek, René Ott, Peter Brandt: Bremen im Dritten Reich – Anpassung, Widerstand, Verfolgung. Schünemann, Bremen 1986, ISBN 3-7961-1765-1.
- Franz P. Mau und Jörg C Kirschenmann: Flugdächer und Weserziegel: Architektur der 50er Jahre in Bremen. Worpsweder Verlag, Worpswede 1990, ISBN 3-922516-68-8.
- Hans Hermann Meyer: Die Bremer Altstadt – Wanderungen in die Vergangenheit mit 459 Abbildungen (= Veröffentlichung des Bremer Landesmuseums für Kunst und Kulturgeschichte Focke-Museum. Nr. 107). Edition Temmen, Bremen 2003, ISBN 3-86108-686-7.
- Renate Meyer-Braun: Frauen ins Parlament! Porträts weiblicher Abgeordneter in der Bremischen Bürgerschaft. Hauschild, Bremen 1991, ISBN 3-926598-44-1.
- Almuth Meyer-Zollitsch: Nationalsozialismus und evangelische Kirche in Bremen. In: Veröffentlichungen aus dem Staatsarchiv. Band 51. Staatsarchiv Bremen, Bremen 1985.
- Beate Mielsch: Denkmäler, Freiplastiken und Brunnen in Bremen 1800–1945. Bremen 1980.
- Hartmut Müller, Günther Rhodenburg (Hrsg.): Kriegsende in Bremen. Erinnerungen, Berichte, Dokumente. Edition Temmen, Bremen 1995, ISBN 3-86108-265-9.
- Lydia Niehoff: 550 Jahre Tradition der Unabhängigkeit. Chronik der Handelskammer Bremen. Schünemann, Bremen 2001, ISBN 3-7961-1827-5.
- Christian Paulmann: Die Sozialdemokraten in Bremen, 1864–1964. Schmalfeldt, Bremen 1964.
- Monika Porsch: Bremer Straßenlexikon. Band 1 bis 12 (1995 bis 2000). Schmetterling und Schünemann, Bremen.
- Monika Porsch: Bremer Straßenlexikon, Gesamtausgabe. Schünemann, Bremen 2003, ISBN 3-7961-1850-X.
- Lothar Probst, Matthias Güldner, Andreas Klee (Hrsg.): Politik und Regieren in Bremen. Springer VS, Bremen 2022, ISBN 978-3-658-34573-0.
- Manfred Rech: Gefundene Vergangenheit – Archäologie des Mittelalters in Bremen. Landesarchäologe Bremen, Bremen 2004, ISBN 3-7749-3233-6.
- Dieter Riemer
  - Grafen und Herren im Erzstift Bremen im Spiegel der Geschichte Lehes. Lehe im Mittelalter. W. Mauke Söhne, Hamburg 1995, ISBN 3-923725-89-2.
  - und Uwe Lissau: Vom Leher Vogt zum Amtsgerichtspräsidenten (= Gerichtsvorstände in Bremerhaven-Lehe vom Mittelalter bis heute. Beiträge aus Justiz, Forschung und Denkmalpflege. Band 3). Wirtschaftsverlag NW, Bremerhaven 2011, ISBN 978-3-86918-133-2.
- Michael Römling: Bremen – Geschichte einer Stadt. Tertulla-Verlag, Soest 2008, ISBN 3-9810710-5-0.
- Christian Nikolaus Roller: Specielle Beschreibung Bremens (auf S. 55 ff.) und darin III: Der öffentlichen Gebäude (auf S. 73 ff.) in Versuch einer Geschichte der Kaiserlichen und Reichsfreyen Stadt Bremen. Band 1. Selbstverlag, Bremen 1799, verfügbar in der Staats- und Universitätsbibliothek Bremen, dort auch online (siehe auch Abschnitt Chroniken).
- Heinrich Wilhelm Rotermund: Lexikon aller Gelehrten. Die seit der Reformation in Bremen gelebt haben. Schünemann, Bremen 1818.
- Heinrich Wilhelm Rotermund: Einige Nachrichten von den ehemaligen Klöstern im Herzogthum Bremen. Neues Vaterländisches Archiv, Bremen 1828.
- Burchard Scheper: Die jüngere Geschichte der Stadt Bremerhaven. Hrsg.: Magistrat Bremerhaven. Bremerhaven 1977.
- Heinrich Wilhelm Rotermund: Geschichte der Domkirche St. Petri zu Bremen. Kaiser, Bremen 1829.
- Gerhard Sammet: Georgs spital, eine Geschichte des Bremer Zentralkrankenhauses St. Jürgen-Straße. Bremen 2001.
- Christoph U. Schminck-Gustavus: Bremen kaputt. Bilder vom Krieg 1939-1945, Edition Temmen, Bremen 1998.
- Eva Schöck-Quinteros, Sigrid Dauks, Maria Hermes, Imke Schwarzrock: Eine Stadt im Krieg. Bremen 1914-1918, Bremen 2013.
- Dietrich Schomburg: Geschichtliches Ortsverzeichnis des Landes Bremen. Hahnsche Buchhandlung, Hannover 1964.
- Andreas Schulz: Vormundschaft und Protektion. Eliten und Bürger in Bremen 1750–1880. Oldenbourg-Verlag, Oldenburg 2001, ISBN 3-486-56582-6.
- Rudolf Schuster: Die Entwicklung der bremischen Vorstädte des 19. Jahrhunderts. Staatsarchiv Bremen, Bremen 1949.
- Herbert Schwarzwälder
  - Geschichte der Freien Hansestadt Bremen. Band I: Von den Anfängen bis zur Franzosenzeit. Band II: Franzosenzeit bis zum Ersten Weltkrieg. Band III: Bremen in der Weimarer Republik. Band IV: Bremen in der NS-Zeit. Band V: Bibliographie und Register. Edition Temmen, Bremen 1995, ISBN 3-86108-283-7 (auch im Lesesaal des Staatsarchivs Bremen).
  - Bremer Geschichte. Döll, Bremen 1993, ISBN 3-88808-202-1.
  - Das Große Bremen-Lexikon. 2., erweiterte und aktualisierte Auflage. In zwei Bänden. Edition Temmen, Bremen 2003, ISBN 3-86108-693-X (Erstausgabe:  2002, Ergänzungsband A–Z. 2008, ISBN 978-3-86108-986-5, auch im Lesesaal des Staatsarchivs Bremen).
  - Entstehung und Anfänge der Stadt Bremen. Schünemann, Bremen 1955.
  - Die Machtergreifung der NSDAP in Bremen 1933. Schünemann, Bremen 1966.
  - Bremen in alten Reisebeschreibungen. Edition Temmen, Bremen 2006, ISBN 978-3-86108-550-8.
  - Bremen und Nordwestdeutschland am Kriegsende 1945. Teil I. Schünemann, Bremen 1972, ISBN 3-7961-1546-2.
  - Bremen und Nordwestdeutschland am Kriegsende 1945. Teil II. Schünemann, Bremen 1973, ISBN 3-7961-1620-5.
  - Bremen und Nordwestdeutschland am Kriegsende 1945. Teil III. Schünemann, Bremen 1974, ISBN 3-7961-1650-7.
  - Bremerhaven und seine Vorgängergemeinden. Ansichten, Pläne, Landkarten 1575 bis 1890. Stadtarchiv Bremerhaven, Bremerhaven 1977.
  - Das Ende an der Unterweser 1945. Stadtarchiv Bremerhaven, Bremerhaven.
  - Blick auf Bremen. =Ansichten – Vogelschauen – Stadtpläne vom 16.–19. Jahrhundert. Edition Temmen, Bremen 2006, ISBN 3-7961-1759-7.
  - Reise in Bremens Vergangenheit: Stationen und Bilder einer 1200-jährigen Geschichte. Schünemann, Bremen 1993, ISBN 3-7961-1777-5.
- Karl-Ludwig Sommer: Die Bremer Räterepublik, ihre gewaltsame Liquidierung und die Wiederherstellung „geordneter Verhältnisse“ in der Freien Hansestadt Bremen. In: Niedersächsisches Jahrbuch für Landesgeschichte. Hahnsche Buchhandlung, 2005, ISSN 0078-0561.
- Rudolf Stein:
  - Forschung zur Geschichte der Bau- und Kunstdenkmäler in Bremens, Verlag H. M. Hauschild, Bremen, verfügbar im Lesesaal des Staatsarchivs Bremen
    - Band 1: Das Vergangene Bremen (Der Stadtplan und die Stadtansicht im Wechsel der Jahrhunderte). 1961, Großformat.
    - Band 2: Romanische, gotische und Renaissance-Baukunst in Bremen. 1962.
    - Band 3: Bremer Barock und Rokoko. 1960.
    - Band 4 u. 5: Klassizismus und Romantik in der Baukunst Bremens. Band I und II, 1964.
    - Band 6: Dorfkirchen und Bauernhäuser im Bremer Lande. 1968.

  - Das Bürgerhaus in Bremen (= Das Deutsche Bürgerhaus. Band XIII). Ernst Wasmuth, Tübingen 1970.
- Philip Adam Storck: Ansichten der Freien Hansestadt Bremen und ihrer Umgebung. Friedrich Wilmans, Frankfurt am Main 1822 (Faksimile-Nachdruck: Schünemann, Bremen 1977, ISBN 3-7961-1688-4).
- Helmut Stubbe da Luz: „Franzosenzeit“ in Norddeutschland (1803–1814): Napoleons Hanseatische Departements. Bremen 2003.
- Eberhard Syring: Bremen und seine Bauten – 1950 – 1979. Schünemann Verlag, Bremen 2014, ISBN 978-3-944552-30-9.
- Hermann Tardel: Bremen im Sprichwort, Reim und Volkslied. Schlüssel-Verlag, Bremen 1947.
- Hermann Tardel: Der Bremer Schlüssel. Zur Geschichte des Wahrzeichens. Bremer Schlüssel Verlag, Bremen 1946.
- Elisabeth Thikötter: Die Zünfte Bremens im Mittelalter. VStAB, Bremen 1930.
- Hermann Tjaden: Bremen in hygienischer Beziehung. Bremen 1907.
- Bernd Ulrich: Bremer Spätbürger. Städtische Tradition und bürgerlicher Geist nach 1945. In: Manfred Hettling, Bernd Ulrich (Hrsg.): Bürgertum nach 1945. Hamburger Edition, Hamburg 2005, ISBN 3-936096-50-3, S. 222–254.
- Michael Weisser: Lüder Rutenberg. Der Baumeister und Gründer der Kaiserbrauerei Beck & Co. in Bremen. Quellensammlung zur Stadtgestaltung und Baukunst sowie zur Entwicklung des Bremer-Hauses im 19. Jahrhundert., Isensee Verlag, Oldenburg 2021, ISBN 978-3-7308-1987-6
- Wittheit zu Bremen: Das Schrifttum zur bremischen Geschichte. Überblick über die Erscheinungen der letzten dreißig Jahre. In: Bremisches Jahrbuch. Band 40. Geist, Bremen 1941.
- Wilhelm Wortmann (Hrsg.): Bremen – Siedlungsraum, Stadtentwicklung. Wiederaufbauverlag, Bremen 1970.
- Wilhelm Wortmann (Hrsg.): Bremer Baumeister des 19. und 20. Jahrhunderts. Döll-Verlag, Bremen 1988, ISBN 3-88808-056-8.
- Nicola Wurthmann: Senatoren, Freunde und Familien. Band 69. Staatsarchiv Bremen, Bremen 2009, ISBN 978-3-925729-55-3.

## Allgemeine Literatur
- Bertram Biedermann: Bremissimo. Bremer Rekorde, Auszeichnungen und Erfindungen. Edition Temmen, Bremen 2000, ISBN 3-86108-655-7.
- Claudia Dappen, Peter Fischer (Illustrationen): Bremen entdecken & erleben. Das Lese-Erlebnis-Mitmachbuch für Kinder und Eltern. Edition Temmen, Bremen 2006, ISBN 3-86108-565-8.
- Kay Entholt, Peter Meyer-Odewald, Jens Meyer-Odewald: Schlüsselbuch. Bremen Brevier. Schünemann, Bremen 2009, ISBN 978-3-7961-1941-5.
- Harry Gabcke, Renate Gabcke, Herbert Körtge: Bremerhaven: früher – gestern – heute. Nordwestdeutsche Verlagsgesellschaft, Bremerhaven 1998, ISBN 3-927857-98-X.
- Hans-Christoph Hoffmann: Bremen, Bremerhaven und das nördliche Niedersachsen. DuMont Kunst-Reiseführer, Köln 1986, ISBN 3-7701-1754-9.
- Werner Kloos: Bremer Lexikon. Ein Schlüssel zu Bremen. Hauschild, Bremen 1980, ISBN 3-920699-31-9.
- Baedekers Bremen Bremerhaven. Stadtführer. Ostfildern-Kemnat / München 1992, ISBN 3-87954-060-8.
- Radek Krolczyk, Jörg Sundermeier: Bremenbuch. Verbrecher Verlag, Berlin 2007.
- Hans Herrmann Meyer: Die Bremer Altstadt. Edition Temmen, Bremen 2003, ISBN 3-86108-686-7.
- Herbert Schwarzwälder: Das Große Bremen-Lexikon. Edition Temmen, Bremen 2003, ISBN 3-86108-693-X.

## Literatur zu Bremer Plänen und Ansichten
- Adam Storck: Ansichten der Freien Hansestadt Bremen und ihrer Umgebung. Frankfurt 1822. (Faksimile-Ausgabe mit 16 Kupferstichen der Staats- und Universitätsbibliothek Bremen: Schünemann-Verlag, Bremen 1977, ISBN 3-7961-1688-4).
- Werner Kloos: Das alte Bremen. Mit 98 Abbildungen. Schünemann, Bremen 1978, ISBN 3-7961-1699-X.
- Wolfgang Schwarze: Alte Bremer Stadtansichten. 40 Ansichten aus drei Jahrhunderten. Kunst und Wohnen Verlag, Wuppertal 1977.
- Klaus Niehr (Hrsg.): Historische Stadtansichten aus Niedersachsen und Bremen 1450–1859. Wallstein, Göttingen 2014, ISBN 978-3-8353-1534-1. Zu Bremen S. 106–117, zu Bremerhaven S. 118/119, zu Vegesack S. 307, Texte dazu von Bettina Schleier.

## Verweise auf andere Literaturlisten und Quellen
- Literatur zum Schlagwort Bremen im Katalog der Deutschen Nationalbibliothek
- Literatur über Bremen in der Niedersächsischen Bibliographie
- Die Staats- und Universitätsbibliothek Bremen (SuUB) hat die größte Sammlung von Bremensien und Regionalliteratur. Als Bremensien werden vornehmlich Bücher, Schriften und Bilder aber auch Begebenheiten bezeichnet, die sich unverwechselbar auf Bremen und sein unmittelbares Umland beziehen. Zu finden sind die Übersichten und die einzelnen Titel zu Bremensien und Regionalia über die offizielle Webseite der SuUB bei Fachinformationen, Stichwort Bremensien, Regionalia im Virtuellen Bücherregal bei den dort aufgeführten Notationen und Begriffen.
  - Offizielle Website
  - Elektronische Bibliothek
  - Virtuelles Bücherregal: Bremensien & Regionalia
- Herbert Schwarzwälder: Geschichte der Freien Hansestadt Bremen. Band V. Edition Temmen, Bremen 1995, ISBN 3-86108-283-7 (Bibliographie und Register mit einer umfangreichen Literaturübersicht von S. 9–122.).
- Wittheit zu Bremen. Jahrbücher der bremischen Wissenschaft (= Schriftenreihe der Wittheit.) Schünemann-Verlag, Bremen.
  - Bremisches Jahrbuch. Band 40: Das Schrifttum zur bremischen Geschichte. Bremen 1941.
- Volker-Joachim Stern: Bücher über Bremen und Bremerhaven. Ein Verzeichnis als Service der Pressestelle des Senats der Freien Hansestadt Bremen. Bremen 1991.